# Central Termoelétrica de Setúbal

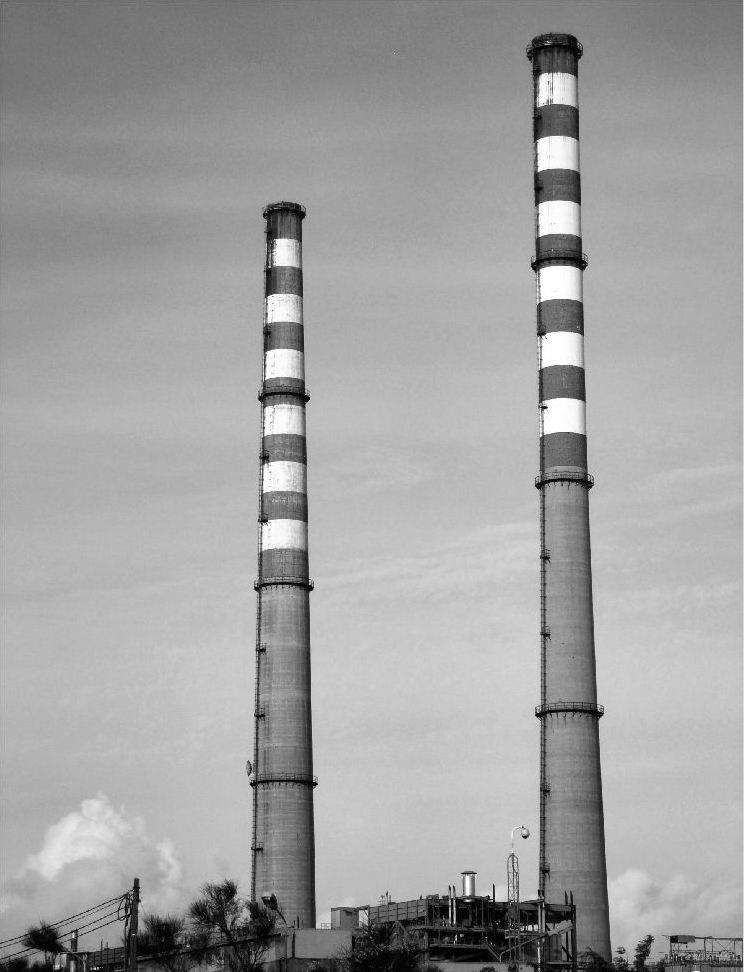
Aspeto das chaminés, em 2005

A central termoelétrica de Setúbal foi um centro de produção de energia elétrica situada junto da cidade de Setúbal, em Portugal. Tinha uma potência instalada de 946,4 MW, distribuída por quatro turbo-grupos, alimentados a vapor produzido através da combustão de fuelóleo, em grupos geradores de vapor, de circulação natural.
Planeada em 1971, pela Companhia Portuguesa de Eletricidade - CPE, entrou em construção em 1973 e, já integrada na EDP, E.P., foi dada por construída (1.º Grupo) em 1979.
Projetada à imagem da Central Térmica do Carregado, (primeira grande central termoelétrica a fuelóleo em Portugal),[carece de fontes?] a central de Setúbal possuía quatro grupos geradores, cada um com uma potência unitária de 250 MW, o dobro da potência unitária dos da Central do Carregado.[carece de fontes?]
Cada gerador de vapor da Central de Setúbal, fornecidos e montados pela Mague - Foster Wheeler consumia 55 t/h de fuel à carga máxima, gerando vapor de água a 540°C a uma pressão de 16,5 MPa em sobreaquecimento e 3,8 MPa em reaquecimento, com uma capacidade de vaporização de 770 t/h. A central possuía duas chaminés de 200 m de altura (entre as mais altas estruturas em Portugal)[carece de fontes?] — uma chaminé para cada dois geradores de vapor.
No respeitante ao Turbo Grupo (fornecido e montado pela Brown Boveri & C.ie),[carece de fontes?] a turbina era de fluxo axial e atingia 3000 r.p.m. com um rendimento de 45,7%, comportando três corpos: alta, média e baixa pressão.
O alternador, de cada turbo grupo, com uma potência aparente de 294 MVA e uma tensão de saída 18 kV, possuía um rotor refrigerado por hidrogénio e um estator refrigerado a água extraída do Rio Sado, na margem direita (norte) de cujo estuário a central se situava.[carece de fontes?]
A energia produzida por cada turbo grupo era injectada, em muito alta tensão, na rede de transporte de eletricidade da REN, através de um transformador com 315 MVA de potência aparente, que elevava a tensão de 18 kV de saída do alternador para 400kV de ligação à rede.[carece de fontes?]
Juntamente com a central termoelétrica do Carregado e a Central térmica a carvão de Sines, a central termoelétrica de Setúbal, como parte integrante do parque termoelétrico da EDP, contribuiu ativamente para a segurança do abastecimento de energia elétrica a Portugal, nas décadas de 1970-1990.[carece de fontes?]
A partir de 2003, com a entrada em serviço das novas centrais de ciclo combinado, a gás natural (CCC do Ribatejo, CCC do Pego, e CCC de Lares) a central termoelétrica de Setúbal passou a ser menos solicitada, tendo deixado de produzir energia a partir de Setembro de 2012, altura em que começou a ser desativada.[carece de fontes?]
A central era servida, para abastecimento de combustível e saída de cinzas, por dois ramais ferroviários particulares (ainda existentes) que entroncam na Linha do Sul junto à estação de Praias-Sado, um dos quais com ligação direta ao Porto de Setúbal.

No âmbito da sua desativação, a demolição das chaminés esteve inicialmente marcada para as 13h00 do dia 7 de Março de 2020, tendo sido adiada por problemas técnicos de última hora.[carece de fontes?] No dia 29 de março de 2020, as chaminés foram demolidas.